# Federação Norueguesa de Handebol
A Federação Norueguesa de Handebol (em norueguês:  Norges Håndballforbund) (NHF) é o órgão responsável pela organização dos eventos e representação dos atletas de handebol da Noruega. Foi fundada em 1937 e integra a Confederação Norueguesa de Esportes (CNE), a Federação Europeia de Handebol (FEH) e a Federação Internacional de Handebol (FIH). A sede da Federação norueguesa fica na capital do país, Oslo, e Erik Langerud atua como secretário-geral e Kåre Geir Lio exerce o cargo de presidente.

Em dezembro de 2011, ela representava 714 clubes, distribuídos em sete regiões. na mesma data, cerca de dois terços dos seus mais de 107 mil membros eram mulheres, sendo que o Handball estabeleceu-se na Noruega como esporte feminino desde o início.
A NHF é uma das cerca de 54 federações esportivas da Federação Norueguesa do Esporte, Norges idrettsforbund og olympiske og paralympiske komité, bem como membro fundador da Federação Internacional de Handebol (IHF) de 1946.